# Église Saint-Georges de Saint-Georges-de-Poisieux
L'église Saint-Georges est une église catholique située à Saint-Georges-de-Poisieux, dans le département du Cher, en France.

## Historique
L'édifice est classé au titre des monuments historiques par arrêté du 23 octobre 1907.